# Ley Fufia Caninia
La primera de las leyes restrictivas de las manumisiones de esclavos es quizá la Fufia Caninia, que se refiere solo a las manumisiones dispuestas por testamento del amo, que eran las más frecuentes, y por tanto las que se consideran más peligrosas. 
Su nombre proviene de los magistrados proponentes, en este caso el de los cónsules que ejercían ese año, según una inscripción Cayo Fufio Gémino y Lucio Caninio Galo, consules suffecti en 2 a. C., bajo el imperio de Augusto. 
Sobre la fecha en que fue votada esta ley, no están de acuerdo los intérpretes del derecho romano, sin embargo, hay referencias de historiadores romanos de época posterior, especialmente Suetonio, de los cuales resulta que lo fue en la época de Augusto, aunque sin indicar la fecha exacta que, con el auxilio de otras fuentes, ha podido ser fijada en el año 2 a. C.

## Contenido
En su disposición fundamental, establecía una proporción entre el número de esclavos que el amo poseía y el de los que podían manumitir por testamento.
Cuando sólo tenía uno o dos esclavos podía manumitirlos libremente: si tenía más de dos y hasta diez solamente podía manumitir la mitad; siendo dueño de más de diez y hasta treinta, la manuminsión podía alcanzar a la tercera parte, teniendo más de treinta y hasta cien, a la cuarta parte; y se tenía más de cien sólo podía manumitir a la quinta parte de ellos, pero en ningún caso las manumisiones podían pasar de cien. Sin embargo, hay quienes opinan que el amo que solamente tuviese uno o dos esclavos, no podía manumitir a ninguno de ellos.
Las manumisiones debían hacerse nominatim, es decir, designación a cada esclavo manumitido por su nombre;  se disponía además que si en el testamento se liberase un número de esclavos mayor que el legalmente permitido, solo se consideraría liberto hasta completar el máximo legal, siguiendo el orden en que figurasen en el mismo.
Y la previsión del legislador llegó al extremo de establecer que si el testador, obrando in fraudem legis, recurriera a algún subterfugio que no permitiera determinar dicho orden, escribiendo, por ejemplo, los nombres de los esclavos en forma de círculo, la manumisión no valdría para ninguno, haciendo con ello aplicación del principio de fraus omnia corrumpit. Esta ley fue abolida por Justiniano que, como se sabe proclamó a sí mismo fautor libertatis, adoptando en esta materia una política diametralmente opuesta a la de Augusto.